# みずほ基地

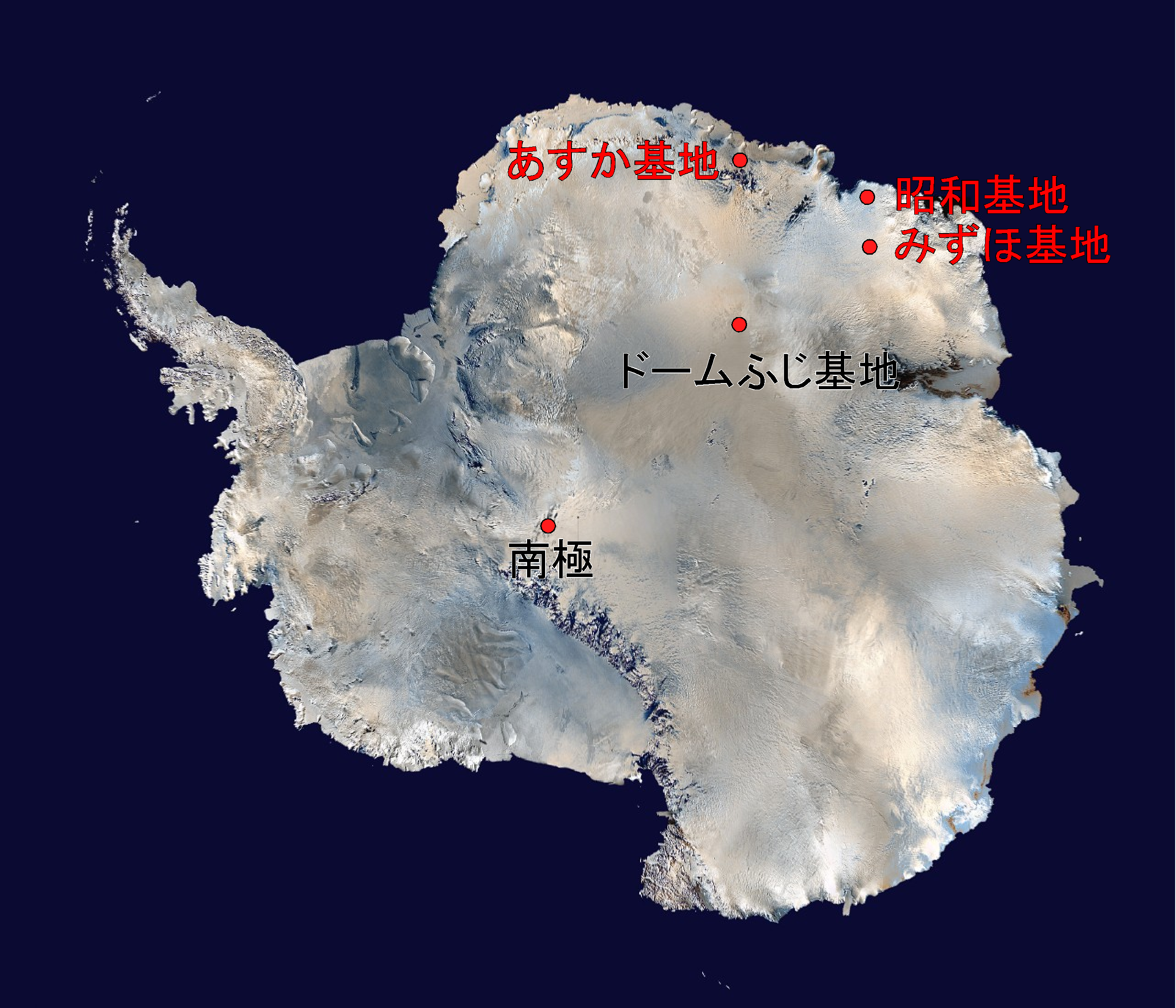
南極にある日本の基地

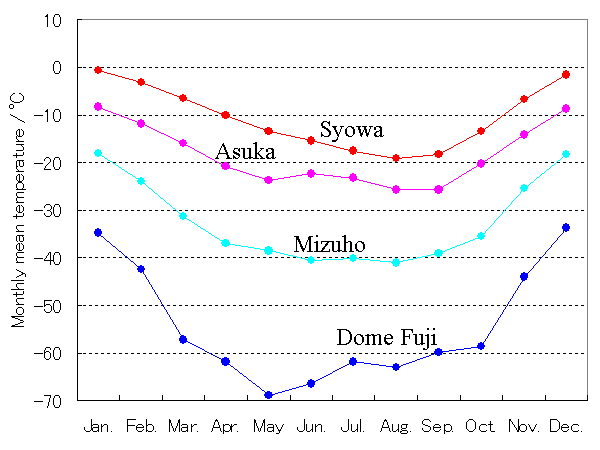
日本の南極観測基地の月平均気温（■昭和基地、■あすか基地、■みずほ基地、■ドームふじ基地）

みずほ基地（みずほきち）は、日本の南極観測基地の一つ。南極大陸の南緯70度41分53秒 東経44度19分54秒 / 南緯70.69806度 東経44.33167度座標: 南緯70度41分53秒 東経44度19分54秒 / 南緯70.69806度 東経44.33167度、昭和基地から南東約270kmの位置にある。標高2230m。この周辺の高原を、日本では「みずほ高原」と呼んでおり、命名はこれにちなむ。

## 概要
1970年（昭和45年）7月21日に第11次越冬隊により建設される。当初はみずほ前進基地という名称だったが、後にみずほ観測拠点となり、1978年（昭和53年）にみずほ基地と改称された。アクセスは雪上車によるものしかない。
1970年6月にコルゲート棟を建設したのが基地設営の始まり。翌1971年（昭和46年）に居住棟及びトレンチ棟を整備し、同年出発の第13次隊から、1985年（昭和60年）出発の第27次隊までが使用した。飲用水及び風呂については、ディーゼル発電機の排熱を利用して、周辺の雪を溶かして確保していた。第13次隊では倉庫、便所、食糧庫を整備したほか、第15次隊では観測棟を増設したが、1975年1月29日に発電機周辺から火災が発生し一部の建物が失われた。第17次隊からは基地内での越冬も開始。第20次隊では高さ30mの観測用タワーを建設するなど、気水圏部門の観測がメインとなった。1986年10月12日、第27次越冬隊が基地を去り、基地は無人となった。
その後は観測基地としては使用されておらず、主に昭和基地からドームふじ基地へ行く際の中継基地として使用されている。降雪により基地全体が雪に埋まっている。
やや内陸にあり標高が高いため気温は昭和基地より20℃程度低く、1976年から1986年までの観測記録では最寒月の8月の平均気温は−41℃、最暖月の1月の平均気温は−18℃、年平均気温は−32.3℃である。